# جیمز حسود
جیمز حسود (انگلیسی: Jealous James) یک فیلم کمدی صامت است که در سال ۱۹۱۴ منتشر شد.

## بازیگران
- اولیور هاردی
- جرالد تی. هِـوِنِـر
- مارگارت نی مویر
- ایوا بل
- برت تریسی
- ریموند مک‌کی